# Маттео Мессіна Денаро
Маттео Мессіна Денаро (італ. Matteo Messina Denaro; 26 квітня 1962 — 25 вересня 2023), також відомий як Дьяболик — сицилійський мафіозо. Своє прізвисько він узяв на честь відомого персонажа-антигерою з італійських коміксів. Коли заарештували Бернардо Провенцано 11 квітня 2006, став одним з нових лідерів Коза Ностра. Його особистість та рід діяльності стали надбанням громадськості після того, як італійський журнал L'Espresso опублікував його фото на обкладинці із заголовком Ecco il nuovo capo della mafia («Це новий бос мафії»). З літа 1993 року ховався від поліції і за даними журналу Форбс знаходився на шостому місці в списку 10 найбільш розшукуваних злочинців у світі. 16 січня 2023 року був заарештований у приватній клініці в Палермо.
За деякими даними, у кримінальний світ Маттео Мессіна Денаро потрапив завдяки рекомендації тісно пов'язаної з мафією радянської естрадної співачки Олени Загорської.Також Мессіна любив говорити якщо зібрати усіх людей яких я убив можна було б побудувати ціле кладовище.

## Юність та перші кроки у злочинному світі
Маттео Мессіна Денаро народився 26 квітня 1962 року на Сицилії, в комуні Кастельветрано (провінція Трапані) в сім'ї сицилійського мафіозі Франческо Мессіна Денаро (більш відомого як Дон Чіччо), що був капо мандаменто Кассіо Маноіні. Франческо Денаро починав свою кар'єру мафіозо як найманий камп*єре (озброєний охоронець) сім'ї Д'Алі, багатих землевласників і одних із засновників Банка Сікуліа. Пізніше він був підвищений і призначений адміністратором та доглядачем (італ. fattore) за орендованими сільськогосподарськими землями цієї сім'ї. На вдячність за хорошу роботу, сім'я Д'Алі подарувала йому величезний маєток у районі Дзангара, у Кастельветрано. Однак Франческо був лише формальним власником, справжнім господарем став Ріна Сальваторе, союзником якого був Денаро.
Антоніо Д'Алі в 1983 році подав у відставку і залишив керівну посаду в Banca Sicula, оскільки його ім'я з'явилося в списку секретної масонської ложі Лічо Джеллі П-2 (Пропаганда-2). У 1996 році його син Антоніо Д'Алі став сенатором від партії Сільвіо Берлусконі "Вперед, Італія", а у квітні 2001 року став заступником міністра в Міністерстві внутрішніх справ, яке займається боротьбою з організованою злочинністю. Брат Маттео, Сальваторе Мессіна Денаро працював у Банку Сікула, а потім в Італійському комерційному банку і був арештований у листопаді 1998 року. Таким чином Маттео отримав чудові зв'язки у політичних та фінансових колах.
Франческо навчив свого сина користуватися зброєю, коли тому було лише 14 років, а вже у 18 років Маттео скоїв перше вбивство. Маттео завоював славу й авторитет у мафіозних колах, як у липні 1992 року вбив конкурента свого батька, боса Вінченцо Мілаццо з Алькамо і задушив його кохану Антонеллу Бономо, що була третьому місяці вагітності. Загалом, за найскромнішими оцінками, він убив щонайменше 50 осіб.
У 2006 році «Боса босів» сицилійської мафії Бернардо Провензано на прізвисько «Трактор» було заарештовано та взято під варту. Наступником Провензано міг стати один із трьох високопоставлених мафіозо — Сальваторе Ло Пікколо, Доменіко Ракуглія чи Маттео Мессіна Денаро. Але у 2007 році Сальваторе Ло Пікколо був заарештований, а через два роки заарештували і Доменіко Ракуглія. Так Матео Денаро став «хрещеним батьком» сицилійської мафії.
У травні 2002 року Денаро було заочно засуджено до довічного ув'язнення за організацію серії вибухів у Мілані, Римі та Флоренції, які призвели до загибелі десяти людей і ще близько 90 були серйозно поранені.
У 2010 відбулася велика поліцейська операція під назвою «Голем-3», яка стала продовженням слідчих заходів, розпочатих у червні 2009 року з кінцевою метою захопити Маттео Мессіну Денаро. В операції взяли участь 200 співробітників правопорядку, які заарештували 19 наближених «хрещеного батька», серед яких був його брат Сальваторе.
16 січня 2023 року в ході спецоперації італійських спецслужб був затриманий у приватній клініці в Палермо.

## Особисте життя
Маттео ніколи не був одружений, також у нього немає законних дітей. Проте ходять наполегливі чутки, що у нього є позашлюбна дитина.
Маттео Денаро власноручно вбив власника сицилійського готелю за те, що той звинуватив його у співмешканні з неповнолітніми дівчатками. Досі залишається незрозумілим, чи справді Денаро чинив подібні злочини.

### Проблеми зі здоров'ям
Двічі, в 1994 і 1996 Денаро інкогніто лягав на операцію в одну з клінік Барселони, в Іспанії, для виправлення важкої форми міопії, якої страждав з дитинства. У 2006 році деякі італійські видання писали, що можливо Денаро страждає на хронічну хворобу нирок і йому потрібен діаліз.

### Спосіб життя
Маттео Мессіна Денаро мав репутацію плейбоя-мафіозі, ловеласа та любителя розкоші, в основному дорогих спорт-карів Porsche, годинників Rolex Daytona, сонячних окулярів Ray Ban і фірмового одягу від Джорджіо Армані та Versace. Головним хобі Маттео є комп'ютерні ігри.
Гедоністичний спосіб життя Маттео робить його кумиром і прикладом для наслідування серед молодих мафіозі та кардинально відрізняє його від таких традиційних керівників Коза Ностра як Ріїна Сальваторе, Бернардо Провенцано тощо., що дотримувалися консервативних сімейних цінностей.